# Ладвиг Браун
Ладвиг Браун (1879—1943) хрватски је индустријалац и миротворац јеврејског порекла.
Рођен је у 1879. године у Ђурђевцу.